# Chris Taylor (Spieleentwickler)

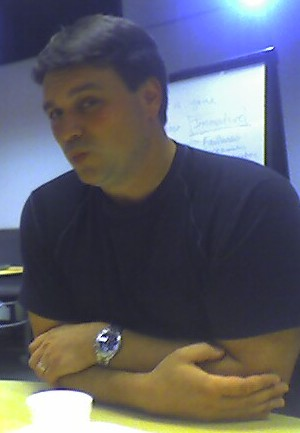
Chris Taylor (2006)

Chris Taylor (* in British Columbia) ist ein kanadischer Entwickler für Computerspiele und Gründer von Gas Powered Games. Bekannt geworden ist er vor allem durch seine Mitwirkung an Total Annihilation und der Dungeon-Siege-Reihe. 2002 erreichte er Platz 30 auf der GameSpy-Liste der „Einflussreichsten Leute in der Spieleindustrie“ („Most Influential People in Gaming“).

## Karriere
Taylor begann seine Karriere in der Computerspieleindustrie in den späten 1980er Jahren bei Distinctive Software in Burnaby, British Columbia. Sein erstes Spiel Hardball II wurde 1989 veröffentlicht und gewann den Software Publishers Association Award als bestes Sportspiel des Jahres. Weitere Titel Taylors sind 4D Boxing und Triple Play Baseball.
Taylor zog im Januar 1996 nach Seattle, Washington, USA, um. Nachdem er bei Cavedog Entertainment anfing, wurde er dort Projektleiter und Designer für Total Annihilation, eines der ersten dreidimensionalen Echtzeit-Strategiespiel (RTS), welches mit vielen Auszeichnungen bedacht wurde, u. a. „The Greatest Games of All Time“, GameSpot. Er war auch noch am ersten Add-on Die Core Offensive für Total Annihilation beteiligt.
Im Mai 1998 gründete er in Kirkland, Washington, das Studio Gas Powered Games, welches 2002 das Action-Rollenspiel Dungeon Siege fertigstellte und über Microsoft Game Studios veröffentlichte. Ein Jahr später erschien das Add-on Legends of Aranna, welches allerdings von Mad Doc Software entwickelt wurde. Der Nachfolger Dungeon Siege II wurde 2005 veröffentlicht, 2006 folgte das Add-on Broken World.
Im August 2005 wurde bekannt, dass Gas Powered Games an Supreme Commander arbeitet. Es ist das erste RTS unter der Führung von Taylor seit 1997 und gilt als inoffizieller Nachfolger von Total Annihilation. Da Atari die Rechte an der Marke Total Annihilation besitzt, kann aber kein offizieller Bezug genommen werden. Supreme Commander wurde als „Bestes RTS der E3 2006“ ausgezeichnet und erhielt den GameCritics Best Strategy Game Award. Die Veröffentlichung fand am 16. Februar 2007 statt.
Im November 2007 folgte noch das Standalone Add-On Forged Alliance.
Nach Supreme Commander wurde wieder ein Action-RPG entwickelt. Es hört auf den Namen Space Siege und spielt sich im All ab. Das Spiel soll den Spieler vor moralische Entscheidungen stellen und eine dichte Story bieten. Es erschien am 22. August 2008, heimste jedoch eher durchschnittliche Bewertungen ein.
Demigod war das nächste Projekt von Chris Taylor mit seinem Team bei Gas Powered Games, einem DotA-ähnlichen Echtzeitstrategie-Rollenspiel, welches im April 2009 erschienen ist.
Am 12. November 2008 wurde die Zusammenarbeit von Gas Powered Games und Square Enix (Final Fantasy, Dragon Quest) für die Entwicklung von Supreme Commander 2 bekannt gegeben, welches im März 2010 veröffentlicht wurde. Anschließend arbeitete das Unternehmen unter Taylors Leitung an Age of Empires Online.
Im Januar 2013 starteten Taylor und Gas Powered Games eine Crowdfunding-Kampagne auf der Plattform Kickstarter für den Echtzeitstrategie/Action-RPG-Hybrid-Titel Wildman. Gleichzeitig wurde bekannt, dass Gas Powered Games in ernsten finanziellen Problemen steckte und bei einem Scheitern der Finanzierung das Aus drohe. Kurz vor Ablauf der Finanzierungskampagne, in der Nacht vom 11. auf den 12. Februar 2013, gab Taylor das vorzeitige Ende der Kickstarter-Kampagne für Wildman bekannt. Das gesetzte Ziel von 1,1 Millionen US-Dollar wurde bis dahin nur zur Hälfte erreicht. Wenig später wurde bekannt, dass der belarussische Entwickler Wargaming.net (World of Tanks) Gas Powered Games übernehmen werde.

## Auszeichnungen
- 2002 wurde er vom US-amerikanischen Online-Spielemagazin GameSpy zu den 30 bedeutendsten Spieleentwicklern aller Zeiten gezählt.[11]
- 2009 wurde er vom US-amerikanischen Online-Spielemagazin IGN zu den 100 bedeutendsten Spieleentwicklern aller Zeiten gezählt.[12]